# Munizipalität Sugdidi
Die Munizipalität Sugdidi (georgisch ზუგდიდის მუნიციპალიტეტი, Sugdidis munizipaliteti)  ist eine Verwaltungseinheit (etwa entsprechend einem Landkreis) in der Region Mingrelien und Oberswanetien im Westen Georgiens.

## Geographie
Verwaltungssitz der Munizipalität ist die namensgebende Stadt Sugdidi. Von 2014 bis 2017 gehörte die Stadt selbst nicht mehr zur Munizipalität, sondern war als Haupt- und mit 42.998 Einwohnern (2014) größte Stadt der Region Mingrelien und Oberswanetien dieser direkt unterstellt.
Im Süden bis Südosten wird die 668 km² große Munizipalität Sugdidi von der Munizipalität Chobi, im Osten auf einem relativ kurzen Abschnitt von der Munizipalität Tschchorozqu und im Nordosten von der Munizipalität Zalendschicha begrenzt, alle ebenfalls in der Region Mingrelien und Oberswanetien. Im Nordwesten grenzt sie an die de jure existierende Munizipalität Gali der Autonomen Republik Abchasien, de facto jedoch an den Rajon Gali der nicht unter georgischer Kontrolle stehenden, nur von wenigen Staaten anerkannten Republik Abchasien, und im Westen an das Schwarze Meer.
Die Munizipalität liegt im nördlichen Teil der Kolchischen Tiefebene, die dort vom Meer nach Nordosten bis auf etwa 150 m über dem Meeresspiegel ansteigt. Im Osten und Nordosten schließt sich bis etwa 300 m hohes Hügelland an. Im Südosten, südlich der Stadt Sugdidi, ist das Hügelland durch einen Höhenzug mit dem 466 m hohen Gipfel Urta scharf zur Ebene abgegrenzt. Im Nordwesten des Gebietes fließt der Enguri, der auf Teilabschnitten die Grenze zu Abchasien markiert, im mittleren Abschnitt mit seinem rechten Arm, der „Kleiner Enguri“ (Patara Enguri) genannt wird. Weitere größere Wasserläufe sind der den Verwaltungssitz Sugdidi durchquerende linke Enguri-Nebenfluss Tschchouschi und dessen linker Zufluss Dschumi sowie der abschnittsweise entlang der Grenze zu den Munizipalitäten Zalendschicha und Chobi fließende Tschaniszqali.

## Bevölkerung und Verwaltungsgliederung
Die Einwohnerzahl beträgt 99.542 (2021), ein leichter Rückgang gegenüber der Volkszählung 2014. Die weitaus höhere  Zahl von 167.760 bei der vorletzten Volkszählung 2002 erklärt sich zum einen dadurch, dass zu diesem Zeitpunkt der Verwaltungssitz Sugdidi zum damaligen Rajon gehörte (Einwohner ohne Stadt 98.866) – wie auch seit 2017 wieder zur Munizipalität, zum anderen durch die Anwesenheit von Bürgerkriegsflüchtlingen aus dem nahen Abchasien seit den 1990er-Jahren, die in Folge über verschiedene Teile Georgiens verteilt wurden. Seit mindestens den 1930er-Jahren bis in die 1980er-Jahre war die Bevölkerungszahl des Gebietes kontinuierlich gestiegen, jedoch überwiegend aufgrund des Wachstums der Stadt Sugdidi.
Bevölkerungsentwicklung
Anmerkung: bis 2014 Volkszählungsdaten, 2021 Berechnung. Von den 1960er- bis in die 1990er-Jahre war die Stadt Sugdidi rajonunabhängig; erneut direkt regionsunterstellt von 2014 bis 2017; für diese Zeiten Einwohnerzahl ohne und mit Stadt angegeben. 2002 starker Anstieg durch Flüchtlinge aus Abchasien.

Die Bevölkerung ist fast monoethnisch georgisch beziehungsweise mingrelisch (99,7 %); daneben gibt es eine geringe Zahl von überwiegend Russen (Stand 2014).
Die größten Ortschaften sind mit jeweils über 2000 Einwohnern die Dörfer Achali Abastumani, Dartscheli, Ingiri, Kachati, Naraseni, Orsantia, Ruchi und Tschitazqari (2014). An der Meeresküste liegt der Kur- und Badeort Anaklia.
Die Munizipalität gliedert sich in 30 Gemeinden (georgisch temi, თემი beziehungsweise bei nur einer Ortschaft einfach „Dorf“, georgisch sopeli, სოფელი) mit insgesamt 58 Ortschaften:
| Gemeinde             | Anzahl Ortschaften | Einwohner (2014) |
| -------------------- | ------------------ | ---------------- |
| Abastumani           | 3                  | 1258             |
| Achali Abastumani    | 1                  | 2084             |
| Achalkachati         | 1                  | 1170             |
| Achalsopeli          | 4                  | 3084             |
| Anaklia              | 2                  | 1368             |
| Dartscheli           | 2                  | 3640             |
| Didi Nedsi           | 3                  | 1120             |
| Dschichaskari        | 2                  | 1716             |
| Ergeta               | 2                  | 1171             |
| Ganardschiis Muchuri | 1                  | 1354             |
| Grigolischi          | 1                  | 509              |
| Ingiri               | 2                  | 4834             |
| Kachati              | 1                  | 4024             |
| Koki                 | 2                  | 1422             |
| Korzcheli            | 3                  | 1960             |
| Naraseni             | 3                  | 2972             |
| Odischi              | 3                  | 2998             |
| Oktomberi            | 2                  | 1598             |
| Orsantia             | 1                  | 2052             |
| Orulu                | 3                  | 1214             |
| Qulischkari          | 1                  | 1305             |
| Riqe                 | 1                  | 1552             |
| Ruchi                | 2                  | 3978             |
| Schamgona            | 1                  | 1605             |
| Tschakwindschi       | 2                  | 1243             |
| Tschchoria           | 3                  | 3208             |
| Tschitazqari         | 1                  | 3293             |
| Tschkaduaschi        | 1                  | 1470             |
| Urta                 | 1                  | 752              |
| Zaischi              | 3                  | 2557             |

## Geschichte
Das Gebiet gehörte nach dem Zerfall des Königreiches Georgien vom 16. Jahrhundert bis in das 19. Jahrhundert durchgehend zum Fürstentum Mingrelien, dessen Residenz sich in Sugdidi befand. Während der Zugehörigkeit Georgiens zum Russischen Reich und bis in die Anfangsjahre der Sowjetunion war es Teil des Ujesds Sugdidi im Gouvernement Kutais.
1930 wurde der eigenständige Rajon Sugdidi ausgewiesen. Von den 1950er-Jahren bis 1995 war die Stadt Sugdidi (mit dem umliegenden, dem Stadtsowjet unterstellten Gebiet) als eigenständige, der Sowjetrepublik direkt unterstellte Verwaltungseinheit aus dem Rajon ausgegliedert; die Rajonverwaltung befand sich aber weiterhin dort. Nach Erlangung der Unabhängigkeit Georgiens wurde der Rajon 1995 mit der wieder eingegliederten Stadt Sugdidi der neu entstandenen Region Mingrelien und Oberswanetien zugeordnet und 2006 in eine Munizipalität umgebildet. Zwischen 2014 und 2017 wurde die Stadt Zugdidi aus der Gemeinde ausgegliedert und war direkt der Regionalverwaltung unterstellt. Diese Entscheidung wurde 2017 rückgängig gemacht.

## Verkehr
Durch den zentralen Teil der Munizipalität mit der Hauptstadt Sugdidi verläuft die internationale Fernstraße S1 (ს1) von Tiflis zur russischen beziehungsweise abchasischen Grenze (auf diesem Abschnitt zugleich Europastraße 97). In Sugdidi zweigen in nordöstlicher Richtung die Nationalstraßen Sch6 (შ6) und Sch7 (შ7) ab; erstere führt in den Verwaltungssitz der benachbarten Munizipalität Zalendschicha und weiter in einem Bogen über Tschchorozqu zurück zur S1 in Senaki, letztere folgt dem Enguri aufwärts über Dschwari und weiter durch Oberswanetien mit seinem Hauptort Mestia. Von Sugdidi nach Südwesten zur Schwarzmeerküste in Anaklia verläuft die Sch8 (შ8). Die Sch84 (შ84) ist die Direktverbindung von Sugdidi in den östlich benachbarten Munizipalitätssitz Tschchorozqu, während die Sch88 (შ88) in den Nordostteil der Munizipalität Choni führt, wo sie an die Sch87 (შ87) anschließt.
Seit den 1990er-Jahren ist Sugdidi Endpunkt einer Bahnstrecke, die in Senaki von der georgischen und transkaukasischen Hauptstrecke Strecke Poti – Tiflis – Baku abzweigt. Diese besteht aus dem verbliebenen südlichen Teil der 1930 eröffneten Bahnstrecke Senaki–Adler, die zwischen der etwas westlich von Sugdidi gelegenen Station Ingiri und dem abchasischen Otschamtschire infolge des Abchasienkonflikts unterbrochen ist (Brücke über den Enguri und weitere zerstört sowie Gleise abgebaut), und der ursprünglichen, in den 1930er-Jahren errichteten kurzen Nebenstrecke von Ingiri nach Sugdidi. Deren im Zusammenhang mit dem Baubeginn der Enguri-Staumauers in den 1960er-Jahren in Betrieb genommene Verlängerung nach Dschwari wurde in den 1990er-Jahren stillgelegt und abgebaut. 